# انریکو پوجی
انریکو پوجی (انگلیسی: Enrico Poggi; ۳۰ ژانویهٔ ۱۹۰۸ – ۱۶ اکتبر ۱۹۷۶) قایقران اهل ایتالیا بود.